# Alberto Tallone

Alberto Tallone compone un testo con i caratteri mobili

Alberto Tallone (Bergamo, 12 febbraio 1898 – Alpignano, 25 marzo 1968) è stato un editore e tipografo italiano.

## Biografia
Figlio del pittore Cesare Tallone e della poetessa Eleonora Tango.

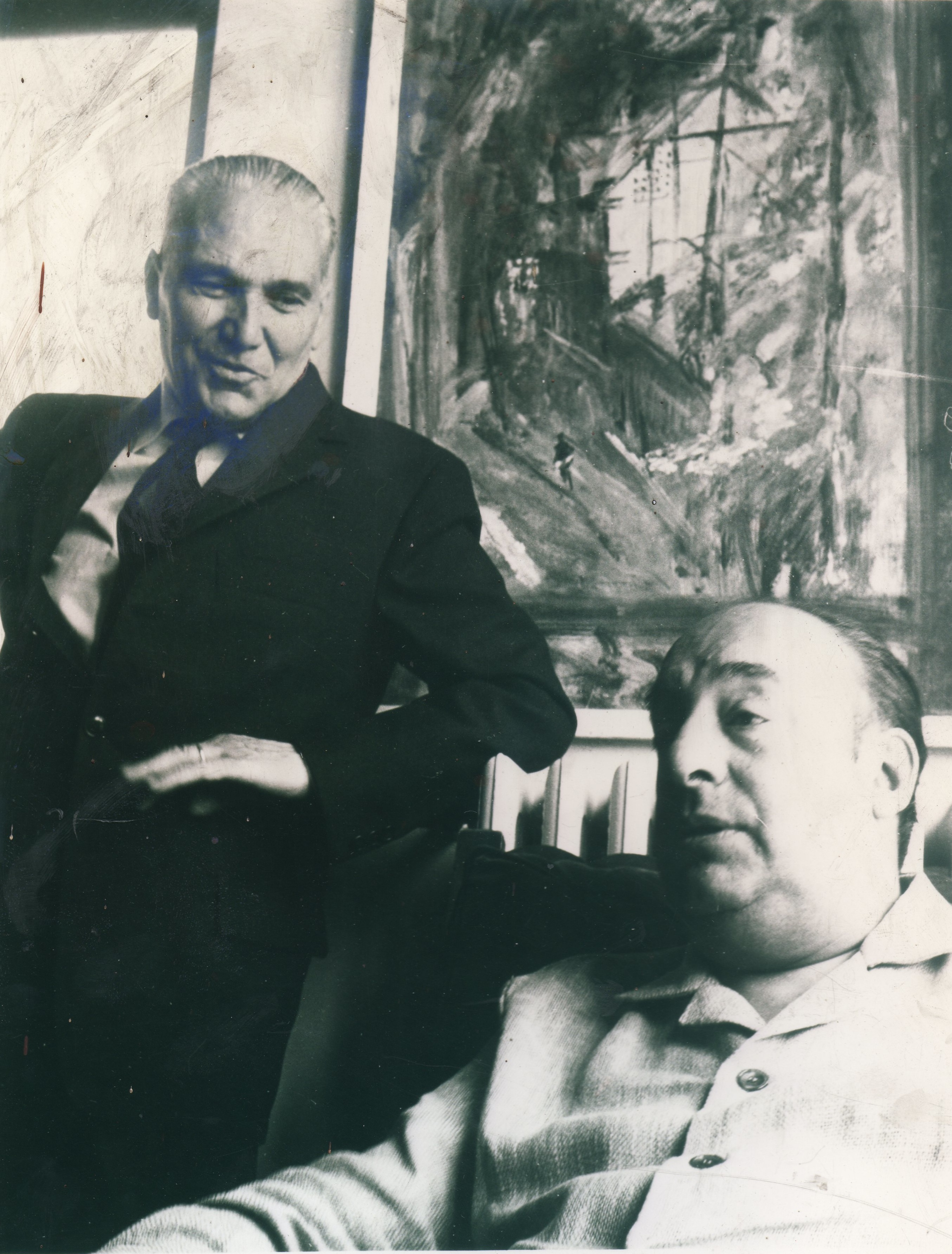
Pablo Neruda con Alberto Tallone ad Alpignano

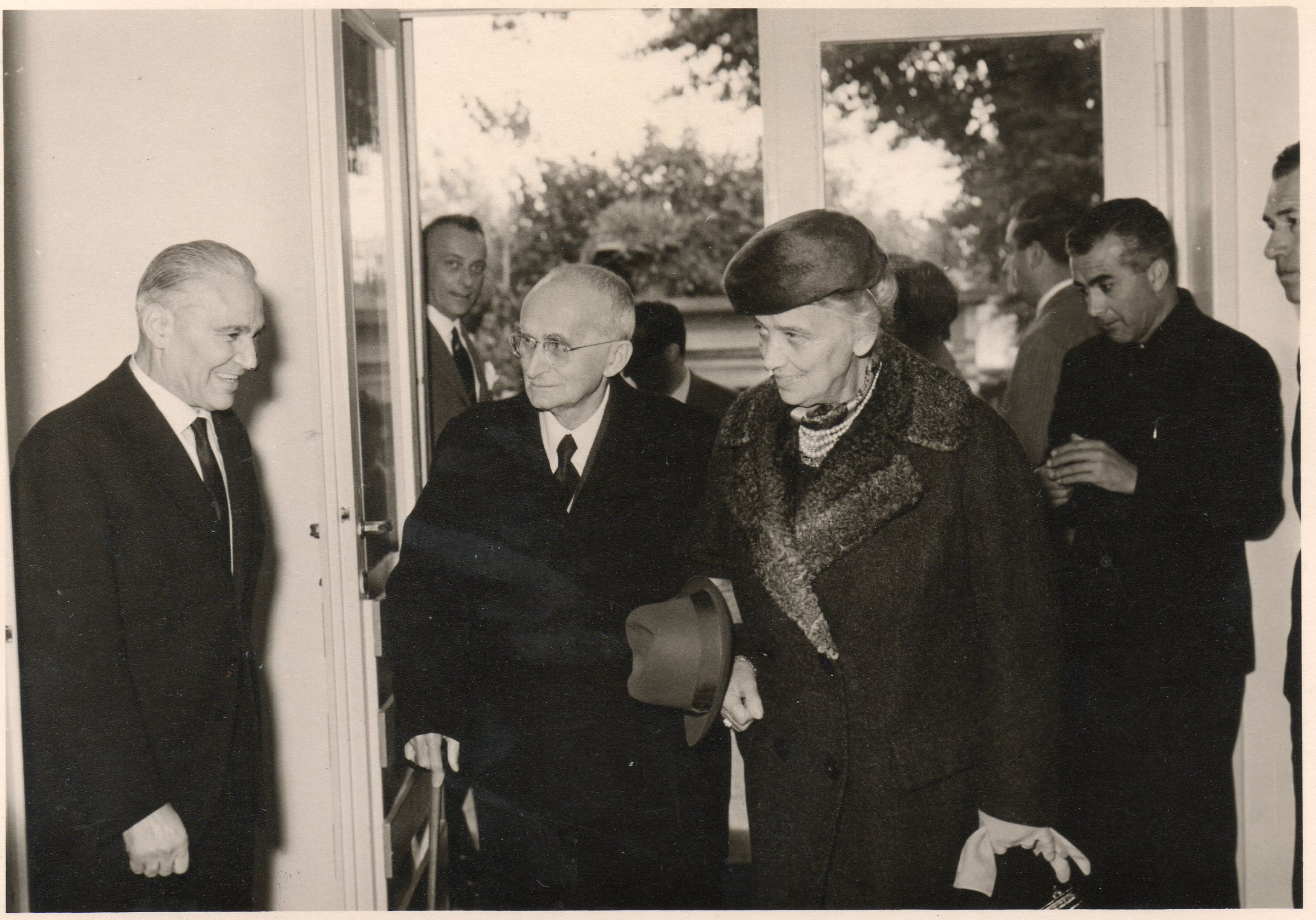
15 ottobre 1960. Alberto Tallone accoglie Luigi Einaudi e Donna Ida. Giulio Einaudi in secondo piano.

Dal 1932 fu apprendista nella stamperia di Maurice Darantière a Châtenay-Malabry, risalente alla fine del XVIII secolo. Nel 1938 la rilevò fondando la propria casa editrice, la Alberto Tallone Editore, con sede a Parigi.
Dal 1957 trasferì la casa editrice nella proprietà materna di Alpignano, presso Torino. 
Nel corso degli anni sessanta gli fece visita Pablo Neruda, per il quale pubblicò tre opere in prima edizione mondiale, che rimase affascinato dalla locomotiva funzionante presente nel giardino della tipografia .
Il 15 ottobre 1960 venne inaugurata, alla presenza di Luigi Einaudi, la nuova sede della tipografia ad Alpignano, costruita dall'architetto torinese Amedeo Albertini .
Nel 2006 Valentina Bassano della DIGIVI di Torino ha realizzato un documentario sulla casa editrice, Il Mestiere del Libro .

## Riconoscimenti
A lui è intitolato l'annuale premio letterario indetto dal Comitato Cittadino per il Centro Storico di Alpignano.